# Санта Лучија ди Пјаве
Санта Лучија ди Пјаве (итал. Santa Lucia di Piave) је насеље у Италији у округу Тревизо, региону Венето.
Према процени из 2011. у насељу је живело 8581 становника. Насеље се налази на надморској висини од 48 м.

## Становништво
Према резултатима пописа становништва 2011. у општини је живело 9.081 становника.
| 1931. | 1936. | 1951. | 1961. | 1971. | 1981. | 1991. | 2001. | 2011. |
| ----- | ----- | ----- | ----- | ----- | ----- | ----- | ----- | ----- |
| 4.024 | 3.962 | 4.174 | 4.382 | 5.721 | 6.294 | 6.530 | 7.226 | 9.081 |